# Isodromus longiscapus
Isodromus longiscapus är en stekelart som beskrevs av Li och Xu 1997. Isodromus longiscapus ingår i släktet Isodromus och familjen sköldlussteklar. Inga underarter finns listade i Catalogue of Life.